# کوبیلی (ناحیه لیبرتس)
کوبیلی (به چکی: Kobyly) یک منطقهٔ مسکونی در جمهوری چک است که در ناحیه لیبرتس واقع شده‌است. کوبیلی ۸٫۲۶ کیلومتر مربع مساحت و ۳۲۸ نفر جمعیت دارد و ۳۷۵ متر بالاتر از سطح دریا واقع شده‌است.